# Mai la ragazza psichica
Mai la ragazza psichica (舞?, Mai) è un manga giapponese creato da Kazuya Kudo, che ne curò la storia, e Ryōichi Ikegami, che ne curò i disegni. In Giappone venne serializzato dalla Shogakukan sullo Shonen Sunday dal 1988 al 1989.
Il manga è giunto anche in Italia nel 1991 grazie alla Granata Press venendo pubblicato integralmente nei 47 numeri della rivista Mangazine. Successivamente è stato ristampato dalla Panini Comics, nella sua divisione Planet Manga, in sei albi monografici, a partire da febbraio 1996. Negli Stati Uniti d'America è edito dalla Viz Media.

## Trama
In Svizzera, sui monti del Giura, ha il suo quartier generale la Wisdom Alliance, una misteriosa e potentissima organizzazione che in modo occulto condiziona la politica globale.
La Wisdom vorrebbe uscire allo scoperto e dominare la Terra alla luce del Sole, ma per farlo ha bisogno di un esercito invincibile sotto il suo diretto controllo. Per questo motivo, sta cercando e schedando giovanissimi esper, per poi educarli ed addestrarli ad usare i loro poteri per fini bellici. Tra i soggetti più potenti osservati dall'organizzazione c'è Mai Kuju, una quindicenne giapponese orfana di madre, che vive col padre Shuichi a Tokyo.
Mai ha una vita normalissima, divisa tra gli impegni scolastici e le uscite con le amiche. Inizialmente ha un'idea alquanto vaga sui suoi poteri, che usa solo per fare innocui scherzetti ai suoi compagni di scuola, senza venire scoperta.
Oltre alla Wisdom, gli unici a conoscenza delle facoltà di Mai, ereditate dalla madre Maki, sono l'affettuoso padre ed il monaco Madarao, a capo del tempio shintoista di Togakushi, la città di origine di Lady Maki.
Un bel giorno, tornata a casa, Mai rivela al padre che a scuola hanno fatto fare agli studenti uno strano test d'intelligenza, e che lei aveva totalizzato un punteggio molto alto. Il padre è sospettoso, poiché sa che potrebbe trattarsi di un test sul PK.
I sospetti di Shuichi Kuju si fanno sempre più forti, quando scopre che lui e sua figlia sono osservati da un gruppo di loschi figuri. Questi finiscono con l'affrontare Kuju in un combattimento, nel quale egli ha la meglio, grazie alla sua abilità nelle arti marziali.
Dalla lettura dei documenti trovati addosso ad uno degli uomini rimasti a terra, Kuju scopre che gli aggressori sono uomini dell'agenzia investigativa Kaieda, che tornerà all'attacco, costringendo i Kuju ad una fuga disperata.

## Adattamento cinematografico

### Sviluppi fallimentari
Alla fine degli anni '80 Carolco Pictures annunciò un film per il grande schermo basato sul manga Mai la ragazza psichica a cui avrebbe partecipato Tim Burton come regista e Francis Ford Coppola alla produzione esecutiva. Gli Sparks furono incaricati della realizzazione della colonna sonora, e iniziarono a lavorarci, ma non completarono mai il lavoro a causa dell'annullamento del film.
Il film era in pieno sviluppo, quando la Carolco entrò in bancarotta a causa del fallimento al botteghino di Corsari (1995) il quale, costato 100 milioni di dollari, riuscì ad incassarne a stento 11 in tutto il mondo. Ciò che ne conseguì fu il fallimento e la chiusura della società ed il conseguente annullamento di tutti i progetti in produzione al tempo, tra cui anche quello di Mai.
Nel 2002 ci fu un nuovo tentativo, questa volta della Sony Family Films che, una volta acquistati i diritti di produzione del manga, iniziò lo sviluppo di un proprio film dedicatogli. Dopo che lo studio sorbì anch'esso gli effetti della crisi economica in corso all'epoca, il presidente generale della Sony, Amy Pascal, decise di annullare la produzione e vendette i diritti a Tim Burton, che era molto interessato al progetto.

### Riavvio
Nel maggio 2010, la Sony Family Films, che prese in mano i diritti cinematografici del manga dopo la cancellazione del primo film basato su esso, li vendette a Tim Burton, già coinvolto nel primo progetto degli anni '90, intenzionato a riportare in vita il film in tempi brevi, occupandosi della regia e della scrittura di una nuova sceneggiatura.